# 12954 Hendrikcasimir
12954 Hendrikcasimir è un asteroide della fascia principale esterna. Scoperto nel 1973, presenta un'orbita caratterizzata da un semiasse maggiore pari a 2,940311 UA e da un'eccentricità di 0,018053, inclinata di 7,289249° rispetto all'eclittica. Ha un diametro di 4,442 km e un'albedo di 0,247.
Hendrik Casimir è stato un fisico olandese che si è occupato di meccanica quantistica ed elettrodinamica quantistica. Nel 1948 predisse l'effetto Casimir, una forza attrattiva tra due piastre non cariche nel vuoto dovuta alle fluttuazioni quantistiche del campo elettromagnetico.